# 牛津 (紐約州村)
牛津（英語：Oxford）是位於美國紐約州希南戈縣的村。

## 人口
根據2020年美國人口普查的數據，牛津的面積為4.59平方千米，皆為陸地。當地共有人口1330人，而人口密度為每平方千米290人。